# Jules Kenis
Jules Egied Maria Kenis (Essen, 21 december 1875 – aldaar, 6 februari 1947) was een Belgisch politicus. Hij was burgemeester van Essen.

## Levensloop
Hij was de zoon van dokter Willem Kenis en kleinzoon van Wilhelmus Kenis, soldaat in het leger van Napoleon Bonaparte en later schepen van Loenhout. Beroepshalve was Jules Kenis fabrikant van bakstenen, hij richtte de fabriek op in 1901.
Hij werd politiek actief als gemeenteraadslid in 1903 te Essen. Op 5 maart 1919 werd hij aangesteld als schepen en enkele maanden later als burgemeester ter vervanging van de overleden Florimond Buurmans. Tijdens de Duitse bezetting in de Tweede Wereldoorlog werd hij door de ouderdomsverordening in 1941 uit zijn ambt ontslagen. Hij werd opgevolgd door waarnemend burgemeester Jan Meeusen en later oorlogsburgemeester Karel Goovaerts (VNV).  Na de bevrijding in 1944 nam hij zijn ambt opnieuw op tot 1947. Hij werd opgevolgd als burgemeester door Emiel Dierckxsens.